# Pogoń Świebodzin
Pogoń Świebodzin – polski klub piłkarski, który swoją siedzibę ma w Świebodzinie. 

## Historia klubu
W 1953 roku w wyniku fuzji Spójni i Unii Świebodzin powstała „Pogoń” Świebodzin. W 1958 roku „Pogoń” dokonała fuzji z Termostalem Świebodzin i zmieniła nazwę na „Olimpia” Świebodzin. W 1966 roku w miejsce rozwiązanej Olimpii powstał Zakładowy Klub Sportowy „Pogoń” Świebodzin, który znalazł się pod opieką Lubuskich Fabryki Mebli w Świebodzinie. W 1996 roku zmieniono nazwę na Klub Sportowy „Pogoń” Świebodzin. W sezonie 1996/1997 III ligi Pogoń zajęła 2. miejsce, co pozostaje największym sukcesem ligowym klubu. Sezon później drużyna odniosła kolejny sukces – 1/16 finału Pucharu Polski, gdzie przegrała na własnym stadionie 1:3 (po dogrywce) z występującą w ekstraklasie Amiką Wronki. W 2009 roku zmieniono nazwę klubu na Miejski Klub Sportowy „Pogoń” Świebodzin. W latach 2013–2017 klub zmagał się z problemami organizacyjnymi i przez większość okresu był nieaktywny. W 2017 roku został reaktywowany na bazie klubu „Santos” Świebodzin jako Miejskie Towarzystwo Sportowe „Pogoń” Świebodzin i w sezonie 2023/2024 występuje w lubuskiej grupie IV ligi.

### Historyczne nazwy
- 1953 – „Pogoń” Świebodzin (fuzja Spójni i Unii)
- 1958 – Międzyzakładowy Klub Sportowy „Olimpia” Świebodzin[3] (fuzja Pogoni z Termostalem)
- 1966 – Zakładowy Klub Sportowy „Pogoń” Świebodzin
- 1996 – Klub Sportowy „Pogoń” Świebodzin
- 2009 – Miejski Klub Sportowy „Pogoń” Świebodzin
- 2017 – Miejskie Towarzystwo Sportowe „Pogoń” Świebodzin[4]

## Sukcesy
- 2. miejsce w III lidze: 1996/1997
- Puchar Polski:
  - 1/16 finału: 1997/1998 (Pogoń 1:3 pd. Amica Wronki)
- Puchar Polski OZPN Zielona Góra i Lubuski ZPN:
  - 1973/1974, 1988/1989, 1989/1990, 1996/1997, 1997/1998, 1998/1999, 2000/2001, 2008/2009
    - finał: 1972/1973, 1992/1993, 1994/1995, 2001/2002[4]

## Stadion
Pogoń domowe mecze rozgrywa na Stadionie Miejskim przy ulicy Sikorskiego 25 w Świebodzinie, otwartym w 1955 roku. Dane techniczne obiektu:
- pojemność: 3500 miejsc (1500 siedzących)
- oświetlenie: brak
- wymiary boiska: 103 m x 78 m[4]

## Sezon po sezonie
Sezon po sezonie Pogoni Świebodzin
- 1953: 5. miejsce w Klasie A.
- 1954: b.d.
- 1955: 9. miejsce w Klasie A.
- 1956: Klasa B.
- 1957: Klasa A.
- 1958: 7. miejsce w klasie okręgowej.
- 1959: 6. miejsce w klasie okręgowej.
- 1960: 5. miejsce w klasie okręgowej.
- 1960/1961: 3. miejsce w klasie okręgowej.
- 1961/1962: 10. miejsce w klasie okręgowej.
- 1962/1963: 9. miejsce w klasie okręgowej.
- 1963/1964: 8. miejsce w klasie okręgowej.
- 1964/1965: 12. miejsce w klasie okręgowej.
- 1965/1966: b.d.
- 1966/1967: 1. miejsce w klasie B.
- 1967/1968: 1. miejsce w klasie A.
- 1968/1969: 11. miejsce w klasie okręgowej.
- 1969/1970: 14. miejsce w klasie okręgowej.
- 1970/1971: 1. miejsce w klasie A.
- 1971/1972: 8. miejsce w klasie okręgowej.
- 1972/1973: 5. miejsce w klasie okręgowej.
- 1973/1974: 6. miejsce w klasie wojewódzkiej.
- 1974/1975: 12. miejsce w klasie wojewódzkiej.
- 1975/1976: 6. miejsce w klasie okręgowej.
- 1976/1977: 3. miejsce w klasie A.
- 1977/1978: 5. miejsce w klasie A.
- 1978/1979: 4. miejsce w klasie A.
- 1979/1980: 3. miejsce w klasie okręgowej.
- 1980/1981: 3. miejsce w klasie okręgowej.
- 1981/1982: 11. miejsce w klasie okręgowej.
- 1982/1983: 4. miejsce w klasie okręgowej.
- 1983/1984: 2. miejsce w klasie okręgowej.
- 1984/1985: 1. miejsce w klasie M.
- 1985/1986: 14. miejsce w III lidze w grupie wielkopolskiej.
- 1986/1987: 4. miejsce w klasie M.
- 1987/1988: 3. miejsce w klasie M.
- 1988/1989: 12. miejsce w III lidze w grupie wielkopolskiej.
- 1989/1990: 1. miejsce w klasie M.
- 1990/1991: 10. miejsce w III lidze w grupie wrocławskiej.
- 1991/1992: 16. miejsce w III lidze w grupie wrocławskiej.
- 1992/1993: 3. miejsce w klasie MR.
- 1993/1994: 5. miejsce w klasie MR.
- 1994/1995: 1. miejsce w klasie MR.
- 1995/1996: 6. miejsce w III lidze w grupie wrocławskiej.
- 1996/1997: 2. miejsce w III lidze w grupie wrocławskiej.
- 1997/1998: 4. miejsce w III lidze w grupie wrocławskiej. 1/16 finału Pucharu Polski
- 1998/1999: 10. miejsce w III lidze w grupie zachodniej.
- 1999/2000: 6. miejsce w III lidze w grupie zachodniej.
- 2000/2001: 14. miejsce w III lidze w grupie III.
- 2001/2002: 3. miejsce w III lidze w grupie III.
- 2002/2003: 13. miejsce w III lidze w grupie III.
- 2003/2004: 4. miejsce w IV lidze.
- 2004/2005: 1. miejsce w IV lidze.
- 2005/2006: 12. miejsce w III lidze w grupie III.
- 2006/2007: 14. miejsce w III lidze w grupie III.
- 2007/2008[5]: 16. miejsce w III lidze w grupie III.
- 2008/2009: 8. miejsce w III lidze w grupie dolnośląsko-lubuskiej.
- 2009/2010: 5. miejsce w III lidze w grupie dolnośląsko-lubuskiej.
- 2010/2011: 3. miejsce w III lidze w grupie dolnośląsko-lubuskiej.
- 2011/2012: 13. miejsce w III lidze w grupie dolnośląsko-lubuskiej.
- 2012/2013: 8. miejsce w III lidze w grupie dolnośląsko-lubuskiej.
- 2013/2014: klub nie przystąpił do III ligi i nie występował w żadnych rozgrywkach.
- 2014/2015: klub wycofał się po rundzie jesiennej z rozgrywek A-klasy.
- 2015/2016: klub był nieaktywny i nie przystąpił do żadnych rozgrywek.
- 2016/2017: klub był nieaktywny i nie przystąpił do żadnych rozgrywek.
- 2017/2018: 10. miejsce w IV lidze w grupie lubuskiej.
- 2018/2019: 8. miejsce w IV lidze w grupie lubuskiej.
- 2019/2020: 15. miejsce w IV lidze w grupie lubuskiej.
- 2020/2021: 12. miejsce w IV lidze w grupie lubuskiej.
- 2021/2022: 9. miejsce w IV lidze w grupie lubuskiej.
- 2022/2023: 9. miejsce w IV lidze w grupie lubuskiej.
- 2023/2024: 6. miejsce w IV lidze w grupie lubuskiej.
- 2024/2025: 7 miejsce w IV lidze w grupie lubuskiej